# MG Metro 6R4
De MG Metro 6R4 is een rallyauto, die door Austin-Rover werd ingezet tijdens het Groep B-segment in het Wereldkampioenschap Rally in de seizoenen 1985-1986. De auto was geen doorslaand succes en haalde slechts één keer het podium.

## Geschiedenis
De British Motor Corporation (BMC) kende in de jaren zestig grootschalige successen met de Mini Cooper. Een kleine maar wendbare auto, die tussen 1964 en 1967 won in Monte Carlo en Finland en tevens met Rauno Aaltonen de Europese titel op naam schreef in 1965. Onder de vlag van British Leyland werd in de jaren zeventig Triumph naar voren geschoven als rallyauto fabrikant, maar meer dan nationaal succes wist het merk niet te bereiken en Triumph werd in 1980 opgeheven.
BMC werd vervolgens hernoemd als de Austin Rover Group en de sportieve tak kwam onder leiding van rallyjournalist en voormalig navigator John Davenport. Gekozen werd om het Rover Metro productiemodel te gebruiken voor de basis van een nieuwe Groep B rallyauto, die daarmee het succes van de Mini moest gaan evenaren. Het team riep de hulp in van het Williams Formule 1 team voor de ontwikkeling van de auto, die bij deze verantwoordelijk waren voor het gehele ontwerp. De eerste versie van de auto verscheen al op de Britse rallypaden in 1983, maar resultaten bleven vooralsnog uit. Het oorspronkelijke model was echter qua uiterlijk en prestaties nog ver weg van de uiteindelijke Metro 6R4. Tegelijkertijd kwam de Austin Rover Group met een Rover Vitesse SD1 voor Groep A competitie, die wel gelijk competitief bleek te zijn, maar dit project werd gestopt toen de officiële MG Metro 6R4 werd geïntroduceerd in 1985. De Metro 6R4 had net als vele late Groep B auto's een centraal geplaatste motor en een vierwielaangedreven systeem. Een groot verschil met de concurrentie was echter dat de auto niet beschikte over een turbo of compressor, maar gebruik maakte van een atmosferische 3-liter V6 motor, met pakweg 400 Pk. De auto had dubbele bovenliggende nokkenassen en vier kleppen per cilinder.
De carrosserie werd gemaakt van de combinatie van staal en kevlar, het laatste genoemde dat daarmee vooral het gewicht van de auto omlaag moest brengen. Aerodynamische hulpmiddelen waren onder andere een voor- en achterspoiler, en de auto had ook een grote luchthapper aan iedere zijde.
Het competitieve debuut van de Metro 6R4 kwam in het voorjaar van 1985. Het debuut van de auto in het WK liet wachten tot Groot-Brittannië aan het einde van het seizoen 1985, waar het met rijder Tony Pond een aardige indruk achter liet door het behalen van een derde plaats achter twee fabrieks Lancia Delta S4's. Dit was echter een schijnresultaat vergeleken met de prestaties die Austin-Rover in een groter programma in het seizoen 1986 wist neer te zetten. De auto werd daarin vaak getroffen door motor of transmissie problemen en daarnaast was de snelheid van de 6R4 niet op hetzelfde niveau als dat van de voornaamste concurrentie. Halverwege het seizoen werd de Groep B klasse na een serie van dodelijke ongevallen door de FIA verboden ingaand vanaf het seizoen 1987. Hierdoor werd het programma van de 6R4 gelimiteerd en uiteindelijk gestopt na afloop van het seizoen. Het laatste WK-optreden van de auto was tevens in Groot-Brittannië.
Op nationaal niveau wist de auto iets meer succes met zich mee te brengen en ook jaren na het competitieverbod voor Groep B en het gebrek aan homologatie, is de auto nog steeds een reguliere verschijning op voornamelijk de Britse en Ierse rallypaden, nu alleen wel met een gelimiteerde motor capaciteit. De 6R4 werd tot vroeg in de jaren negentig ook nog in rallycross evenementen gebruikt.
Nadat Austin Rover zich aan het einde van het seizoen terugtrok uit de rallywereld, kwamen in 1987 alle onderdelen en motoren in handen van Tom Walkinshaw Racing, die onder andere de V6 motoren gebruikte voor de Jaguar XJ220, ditmaal wel ondersteund door een turbo.

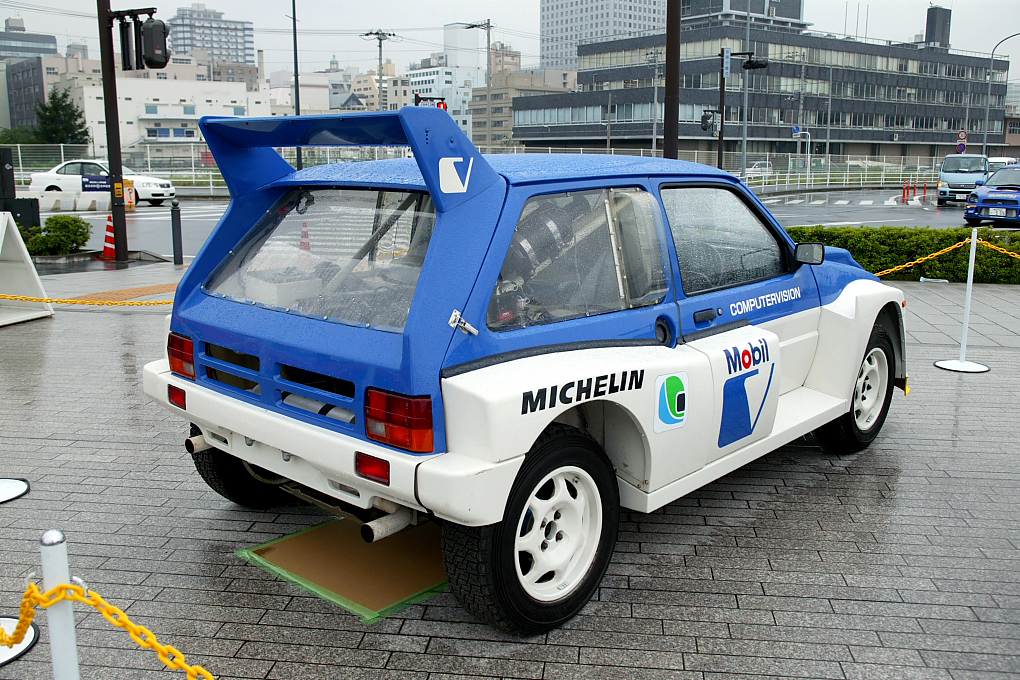
Metro 6R4 achterzijde
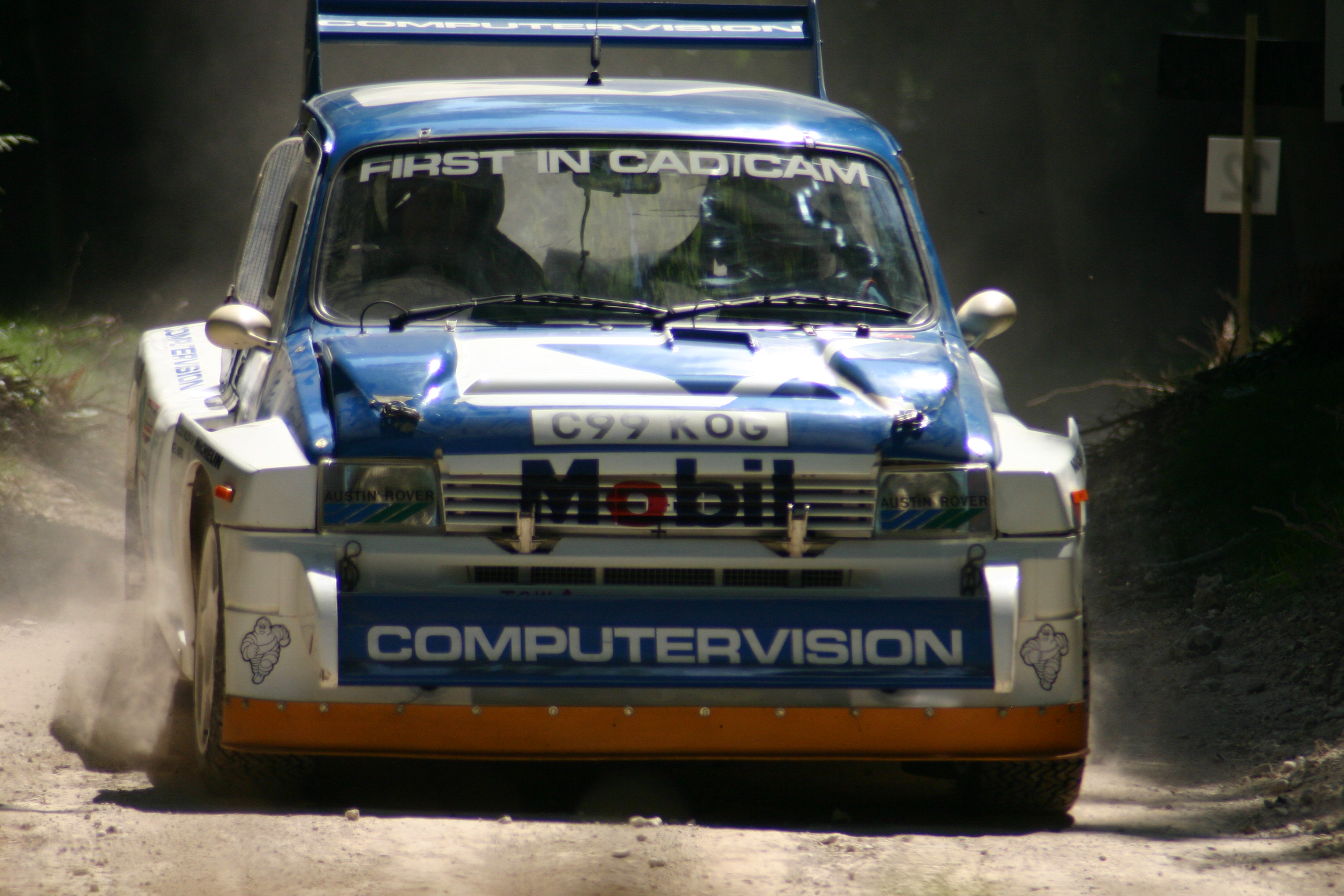
MG Metro 6R4

## Specificaties en resultaten

### Specificaties
| Carrosserie           | Merk: MG Type: Metro 6R4 Aantal deuren: 3-deurs Materiaal: Staal en kevlar |
| Afmetingen en gewicht | Wielbasis: 2391 mm Spoorbreedte: Voor \| 1510 mm - Achter \| 1550 mm Lengte: 3657 mm Breedte: 1836 mm Hoogte: 1650 mm Gewicht: 1040 kg |
| Motor                 | Fabrikant: Austin Rover Type: 3-liter V6, 4 kleppen per cilinder Positie: Centraal Boring × Slag: 92 mm × 75 mm Boring/slag verhouding: 1.24 Kompressie verhouding: 12:1 Versnellingsbak: 5 versnellingen Aandrijving: Vierwielaandrijving (4WD) Max. vermogen: 410 PK Toeren per minuut (tpm): 9000 Max. koppel: 370 Nm 0/100 km/u: 3,2 s |

### Overzicht van deelnames
| Seizoen | Inschrijving                         | Rijders        | 1   | 2   | 3   | 4   | 5   | 6   | 7   | 8   | 9   | 10  | 11  | 12  | 13  | Pos | Punten |
| ------- | ------------------------------------ | -------------- | --- | --- | --- | --- | --- | --- | --- | --- | --- | --- | --- | --- | --- | --- | ------ |
| 1985    | Austin Rallying                      |                | MON | SWE | POR | KEN | FRA | GRE | NZL | ARG | FIN | ITA | CIV | GBR |     | 14  | 14     |
| 1985    | Austin Rallying                      | Tony Pond      |     |     |     |     |     |     |     |     |     |     |     | 3   |     | 14  | 14     |
| 1985    | Austin Rallying                      | Malcolm Wilson |     |     |     |     |     |     |     |     |     |     |     | NF  |     | 14  | 14     |
| 1986    | Austin Rover World Championship Team |                | MON | SWE | POR | KEN | FRA | GRE | NZL | ARG | FIN | CIV | ITA | GBR | USA | 9   | 12     |
| 1986    | Austin Rover World Championship Team | Tony Pond      | NF  |     | NF  |     | NF  |     |     |     |     |     | NF  | 6   |     | 9   | 12     |
| 1986    | Austin Rover World Championship Team | Malcolm Wilson | NF  | NF  | NF  |     | NF  |     |     |     | 10  |     | 4   | 17  |     | 9   | 12     |
| 1986    | Austin Rover World Championship Team | Per Eklund     |     | NF  |     |     |     |     |     |     | 7   |     |     | 7   |     | 9   | 12     |
| 1986    | Austin Rover World Championship Team | Marc Duez      |     |     | NF  |     |     |     |     |     |     |     | NF  | NF  |     | 9   | 12     |
| 1986    | Austin Rover World Championship Team | Didier Auriol  |     |     |     |     | NF  |     |     |     |     |     |     |     |     | 9   | 12     |
| 1986    | Austin Rover World Championship Team | Harri Toivonen |     |     |     |     |     |     |     |     | 8   |     |     | NF  |     | 9   | 12     |
| 1986    | Austin Rover World Championship Team | Jimmy McRae    |     |     |     |     |     |     |     |     |     |     |     | 8   |     | 9   | 12     |
| 1986    | Austin Rover World Championship Team | David Llewelin |     |     |     |     |     |     |     |     |     |     |     | 9   |     | 9   | 12     |

Notities:
- Het resultaat van de Rally van San Remo 1986 werd geannuleerd, de punten werden niet meegenomen in het kampioenschap.
- Overzicht van deelnames geldt alleen voor de fabrieksinschrijving.